# Tombe et monument de Stanoje Glavaš à Baničina
La tombe et monument de Stanoje Glavaš à Baničina (en serbe cyrillique : Гроб и споменик Станоја Главаша у Баничини ; en serbe latin : Grob i spomenik Stanoja Glavaša u Baničini) se trouve à Baničina, dans la municipalité de Smederevska Palanka et dans le district de Podunavlje, en Serbie. Elle est inscrite sur la liste des monuments culturels protégés de la République de Serbie (identifiant no SK 573).

## Présentation

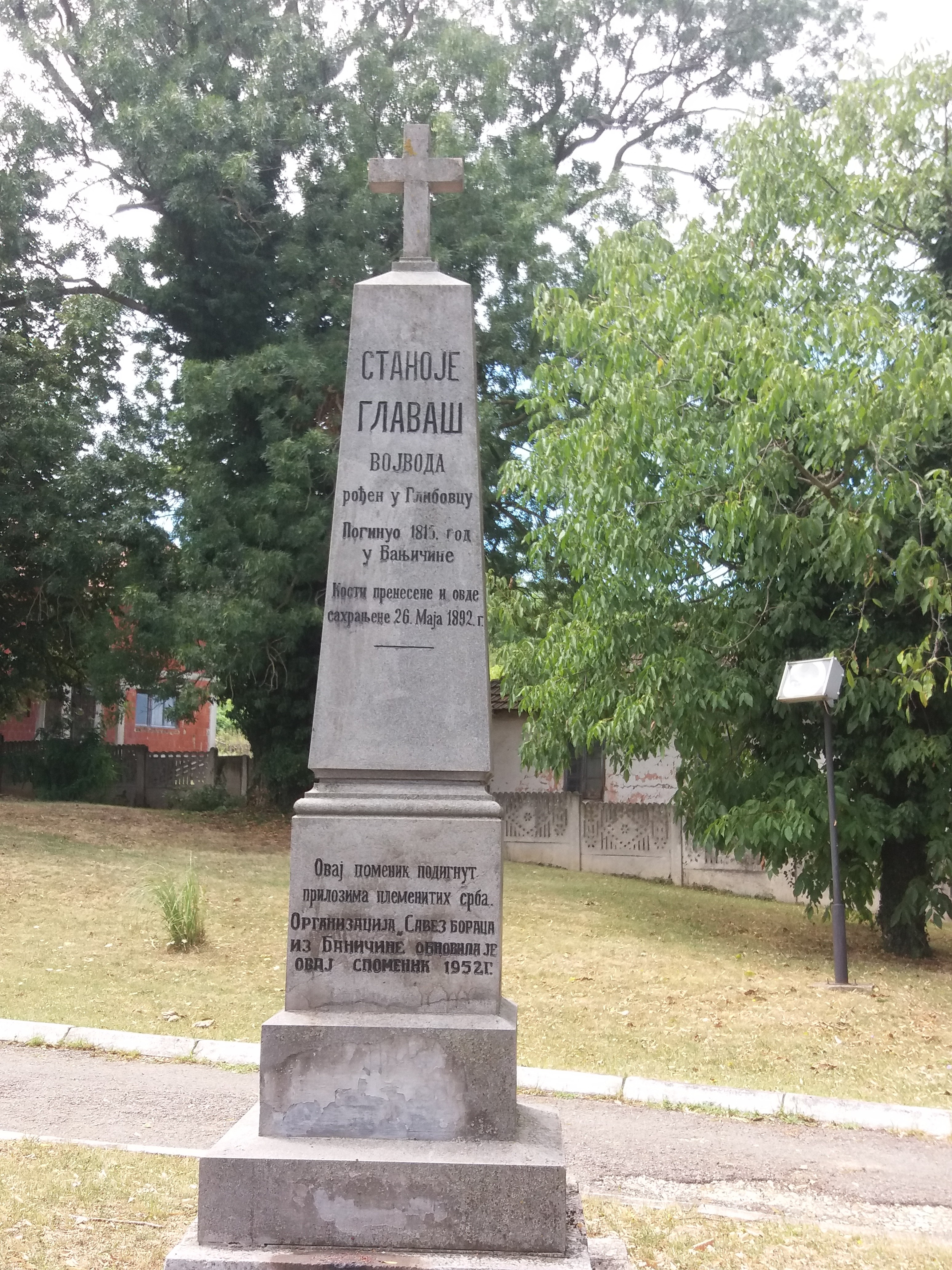
Détail du monument.

La tombe de Stanoje Glavaš est située sur le parvis de l'église Saint-Gabriel de Baničina, au nord de l'entrée. À l'origine, cette personnalité était enterrée sur le lieu de sa mort, près d'un ruisseau appelé Maskar, et surnommé le cimetière de Glavaš (en serbe : Glavaševo groblje), mais, en mai 1902, 87 ans après sa mort, ses dépouilles ont été transférées à leur emplacement actuel.